# Abraham Sutzkever

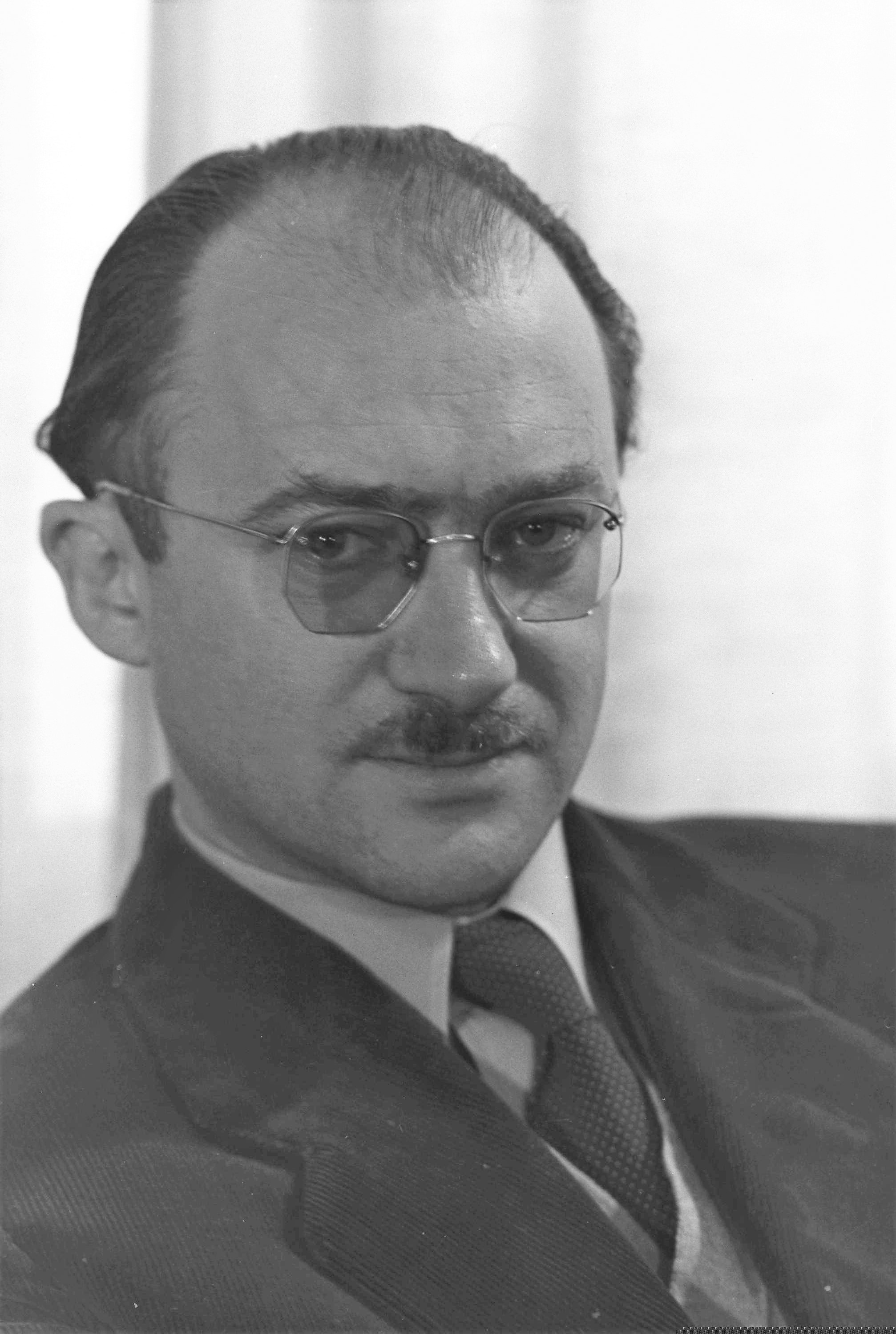
Abraham Sutzkever (1950)

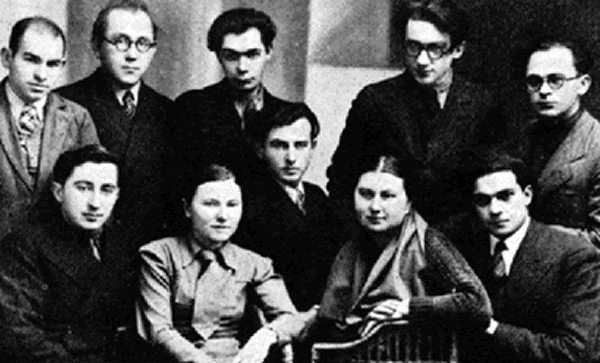
Abraham Sutzkever in der Gruppe Yung Vilne (2. von rechts, stehend, um 1929)

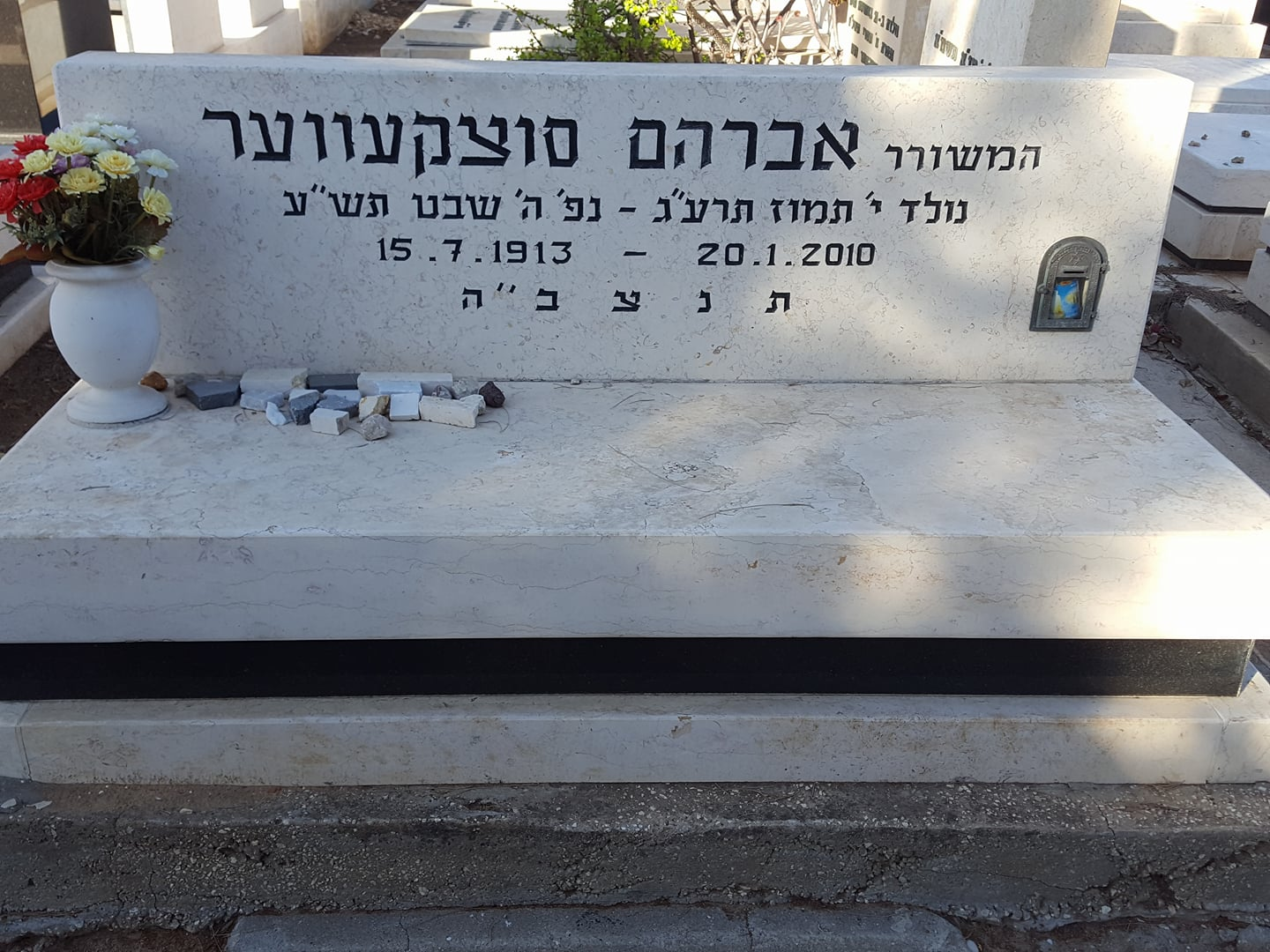
Das Grab von Abraham Sutzkever auf dem Friedhof Kiryat Shaul, Tel Aviv

Abraham Sutzkever (hebräisch אברהם סוצקבר bzw. jiddisch אַבֿרהם סוצקעווער; auch Avrom oder Avrohom Sutzkever oder Sutzkewer; geboren 15. Juli 1913 in Smorgon, Russisches Kaiserreich (heute Belarus); gestorben 20. Januar 2010 in Tel Aviv), Überlebender des Wilnaer Ghettos, war einer der bedeutendsten Gegenwartsdichter in Jiddisch. In seiner Frühzeit hat er in seinen Schriften vor allem die jüdischen Leiden während der Zeit des Nationalsozialismus thematisiert, später wandte er sich mehr israelischen Themen zu. Seine Werke sind in über 30 Sprachen übersetzt worden.

## Leben
Abraham Sutzkever wurde 1913 in dem kleinen Städtchen Smorgon im Gouvernement Wilna (heute Smarhon, Belarus) geboren. Die dort lebenden Juden wurden während des Ersten Weltkriegs 1915 von den Russen deportiert, da sie kollektiv verdächtigt wurden, mit den vorrückenden deutschen Truppen zusammenzuarbeiten. Die Familie Sutzkever siedelte sich in Omsk an. Die sibirische Landschaft prägte den Jungen tief. Nachdem der Vater 1920 gestorben war, zog die Mutter mit den Kindern nach Wilna. Abraham Sutzkever besuchte dort das polnisch-jüdische Gymnasium und war (seit 1930) Mitglied der jüdischen Pfadfinder-Gruppe Bin („Biene“). Über deren Leiter, Max Weinreich, bekam er Kontakt zum YIVO-Institut, an dem er neben Veranstaltungen an der Wilnaer Universität Kurse über jüdische Literatur belegte. Seit den frühen 1930er Jahren gehörte er dem avantgardistischen jüdischen Schriftsteller- und Künstlerkreis Yung Vilne an, der auch Chaim Grade angehörte. Sutzkever blieb dort aufgrund seines Ästhetizismus aber ein Außenseiter.
Sein erstes Gedicht erschien 1932 in der Zeitschrift seiner Pfadfindergruppe. Ab 1934 veröffentlichte er regelmäßig in Warschauer und Wilnaer Zeitschriften. 1937 erschien sein erster Gedichtband, Lider (Lieder).
Das Wilnaer Ghetto, das nur wenige der 80.000 dort zusammengepferchten Menschen überlebten, wurde 1941 errichtet. Abraham Sutzkevers neugeborener Sohn und seine Mutter wurden dort ermordet. Er selbst beteiligte sich an der 1942 gegründeten Fareinikte Partisaner Organisatzije. Gemeinsam mit einer Ghettobrigade gelang es ihm, viele seltene Handschriften und Bücher vor dem Zugriff der Deutschen zu retten. Diese Dokumente konnten nach dem Krieg nach New York gebracht werden und bilden jetzt die „Sutzkever-Kaczerginski Collection“ im New Yorker YIVO-Institut. In hochpoetischen Gedichten und kurzen Prosastücken zeichnete er auf, was um ihn herum geschah.
1943 gelang Abraham Sutzkever zusammen mit seiner Frau die Flucht aus dem Ghetto in die Naroczer Wälder. 1944 berichtete er von Moskau aus über die systematische Vernichtung der litauischen und polnischen Juden; auch war er an dem von Ilja Ehrenburg und Wassili Grossman herausgegebenen Schwarzbuch über den Genozid an den sowjetischen Juden beteiligt. Am 27. Februar 1946 sagte er bei den Nürnberger Prozessen aus. Einer der von ihm dort beschuldigten Täter war Franz Murer, der 1963 in Österreich freigesprochen wurde.
1947 emigrierte Sutzkever mit seiner Frau über Polen nach Erez Israel, wo er seitdem in Tel Aviv, zuletzt in einem Dreibettzimmer eines bescheidenen Altenheimes, lebte. Seit 1947 war er auch Mitglied des PEN-Clubs und Sprecher für jiddische Literatur. 1948 gründete er die Zeitschrift Di goldene kejt („Die goldene Kette“: Symbol für das Überleben des jüdischen Volkes) für Literatur und Essayistik in jiddischer Sprache, deren Herausgeber er bis zum Jahre 1995 blieb.
Nach langer Leidenszeit – u. a. war er an einem quälenden Hautkrebs erkrankt – starb Abraham Sutzkever am 20. Januar 2010 in Tel Aviv in seinem 97. Lebensjahr.
Abraham Sutzkever ist Träger des Israel-Preises (1985) und Ehrenbürger Tel Avivs. Seine Materialien, insbesondere über das Wilnaer Ghetto, liegen in der Sutzkever-Kaczerginski-Collection im YIVO, New York.

## Werke (Auswahl)

### Erscheinen oder Entstehungszeit bekannt
- A Masknbal. 1933 („Ein Maskenball“).
- Lider. 1937 („Lieder“, sein erster Gedichtband).
- Waldiks. 1940 („Wälder“).
- Kol Nidre. 1943 („Kol Nidre“, poetischer Monolog in Anlehnung an den Titel des Gebets zum Versöhnungstag).
- Di festung. 1945 („Die Festung“, in Erinnerung an das Wilnaer Ghetto).
- Wilner geto 1941–1944. 1946 („Wilnaer Ghetto 1941–1944“, Tagebuch/Bericht veröffentlicht in Moskau und Paris).
- Lider fun geto. 1946 („Lieder aus dem Ghetto“).
- Jidische Gas. 1948 („Jüdische Straße“).
- Gehejmschtot. 1948 („Verborgene Stadt“).[6]
- In fajer-wogn. 1952 („Im Feuerwagen“).
- In midber Sinai. 1957 („In der Wüste Sinai“).
- Oasis. 1960 („Oase“).
- Gajstike erd. 1961 („Geistige Erde“).
- Firkantike ojsjes un mojfsim. 1968 („Viereckige Zeichen und Wunder“).
- Tsajtike penemer. 1970 („Zeitgenössische Gesichter“).
- Griner akwarium. 1975 („Grünes Aquarium“ – Erzählungen).
- Lider fun togbuch. 1977 („Lieder aus dem Tagebuch“).
- Dortn wu es nechtikn di schtern. 1979 („Wo die Sterne übernachten“ – Erzählungen).
- Di erschte nacht in geto. 1979 („Die erste Nacht im Ghetto“).

### Werke ohne Jahr bzw. nicht ermittelt
- Di nevue fun shvartsaplen. Dertzeilungen = Prophecy of the inner eye. Stories. Magnes, Jerusalem 1989, ISBN 965-223-703-5 („Die Prophezeiung des Inneren Auges“ – Erzählungen)
- Sibir. („Sibirien“).

### Werke in deutscher Übersetzung
- Griner akwarium – Grünes Aquarium. Prosastücke. Jiddisch und deutsch (= Bibliothek Suhrkamp. Band 1210). Übers. von Jost G. Blum. Suhrkamp, Frankfurt 1996, ISBN 3-518-22210-4.
- Gesänge vom Meer des Todes. Gedichte. Ausgew. und übertragen von Hubert Witt. Ammann, Zürich 2009, ISBN 978-3-250-10531-2.
- Wilner Getto 1941–1944. Übersetzt von Hubert Witt. Ammann, Zürich 2009, ISBN 978-3-250-10530-5.
- Geh über Wörter wie über ein Minenfeld. Lyrik und Prosa. Übersetzt und hrsg. von Peter Comans. Campus, Frankfurt 2009, ISBN 978-3-593-38906-6.
- Armin Eidherr, Hrsg. und Übers.: „Gehat hob ikh a heym. Ich hatte ein Zuhaus'“. Zeitgenössische jiddische Literatur. Eye, Landeck/Tirol 1999, ISBN 3-901735-05-4.[7]